# 道明寺ここあ
道明寺 ここあ（どうみょうじ ここあ）は、日本の元バーチャルYouTuber。Brave groupが運営するRIOT MUSICに所属していた。

## 概要
2018年7月30日にデビュー。2018年8月1日に「歌ってみた」動画を投稿して以来。、様々なカバー曲を投稿し続けている。中音域から高音域にかけて、力強くキレのある声で歌唱する。
ゲーム部プロジェクト副部長である、道明寺晴翔の妹にあたる。

### 担当アーティストの交代
2019年12月9日にここあの担当アーティストの降板と、「ここあMusic」の活動休止が発表される。これは自身のバンド活動を優先するため彼女から申し出があったため、としている。この声明では新体制での活動再開を検討していることも明かされた。
2020年3月13日、二代目となるアーティストのもと、新たに開設された「COCOA CANNEL」で活動を再開した。4月23日にはRIOT MUSICに所属することが発表された。
2021年10月19日、「ここあMusic」閉鎖。
2025年3月6日、所属するRIOT MUSICが道明寺ここあの活動終了を発表した。ここあは2023年10月より体調不良により活動を休止していたが、それ以前により情報漏洩及び事前承諾のない別名義での活動などの複数の契約違反行為を行っていたことが発覚。その件について両者の間で話し合いがされていたものの、ここあ本人が連絡に応答しないなどの契約継続の確認ができない状況が続いたために事実上の活動を終了を決定したことを説明している。

## 衣装
ステージ衣装
2021年4月1日、1周年を記念した記念ライブにて、ステージ衣装を公開した。
浴衣
2021年8月15日、RIOT夏祭り前夜祭にて浴衣衣装を公開した。

## 出演

### テレビ
- NHKバーチャルのど自慢 （2019年1月2日、NHK）[13]

### イベント
- バーチャルカラオケ～2018・夏～（2018年8月26日、ニコニコ生放送）[14]
- 東京ゲームショウ2018
  - VTuberライブ配信ステージ（2018年9月23日）[15]

## ディスコグラフィ

### 配信
| # | 配信日     | タイトル                           | 楽曲制作                                             | 規格     |
| - | ---------- | ---------------------------------- | ---------------------------------------------------- | -------- |
| 1 | 2020/09/20 | Fall in Sunset                     | 作曲・作詞・編曲：みきとP                            | 音楽配信 |
| 2 | 2021/08/07 | スターチス                         | 作詞：micco 作曲・編曲：菊池達也                     | 音楽配信 |
| 3 | 2021/09/02 | One for Everything COCOA SOLO Ver. | 作詞：RUCCA 作曲：山田高弘 編曲：藤戸じゅにあ        | 音楽配信 |
| 4 | 2021/10/20 | Horizon                            | 作詞：松崎啓介 作曲・編曲：都丸椋太(Elements Garden) | 音楽配信 |
| 5 | 2022/03/12 | マジックアワー・ノーオーディエンス | 歌詞：松崎啓介 作曲・編曲：柊マグネタイト            | 音楽配信 |

### CD
RIOT OF EMOTIONS
2021年9月29日発売。1.One for Everything。2.スターチス。7.one for everything (道明寺ここあ ver.)を担当した。
IMAGINATION vol.4~戦姫絶唱シンフォギア 10 YEARS TRIBUTE~
2022年3月23日発売。2.月煌ノ剣 (Cover) をソロで、11.RADIANT FORCE (Cover)をVESPERBELLと担当した。